# Mikel Álvaro Salazar
Mikel Álvaro Salazar (Amurrio, Álava; 20 de diciembre de 1982) es un futbolista español que juega de centrocampista en el Club Portugalete de Tercera Federación.

## Trayectoria
Mikel comenzó a jugar al fútbol en las filas del Aurrerá de Vitoria. Posteriormente, pasó a las filas del Amurrio Club durante cuatro temporadas. Continuó jugando en Segunda División B en clubes como el Barakaldo, el CD Denia y la UE Lleida donde anotó trece tantos. Tras su gran campaña, fichó por el CD Numancia de la Segunda División. Sin embargo, su paso por el club soriano no fue tan brillante y, después de dos temporadas, decidió marcharse al Dinamo Tbilisi. En dos temporadas, anotó veinticinco tantos.
Su siguiente club fue el FK Inter Baku, donde jugó dos campañas en las que marcó trece tantos. En septiembre de 2015 firmó por el Auckland City, con el que llegó a participar en el Mundial de Clubes. En febrero de 2016 regresó a Tbilisi, donde jugó una decena de partidos. En enero de 2017 regresó a España para jugar en la SD Amorebieta, con la que llegó a ascender a Segunda División en 2021.
En julio de 2022 se marchó al Club Portugalete de Tercera Federación.

## Clubes
| Club               | País          | Año         |
| ------------------ | ------------- | ----------- |
| Aurrerá de Vitoria | España        | 2001-2002   |
| Amurrio Club       | España        | 2002-2006   |
| Barakaldo CF       | España        | 2006-2007   |
| CD Denia           | España        | 2007-2008   |
| UE Lleida          | España        | 2008-2009   |
| CD Numancia        | España        | 2009-2011   |
| FC Dinamo Tbilisi  | Georgia       | 2011 - 2013 |
| FK Inter Baku      | Azerbaiyán    | 2013 - 2015 |
| Auckland City FC   | Nueva Zelanda | 2015        |
| FC Dinamo Tbilisi  | Georgia       | 2016        |
| SD Amorebieta      | España        | 2017- 2022  |
| Club Portugalete   | España        | 2022-       |

## Palmarés
| Título          | Club             | País    | Año  |
| --------------- | ---------------- | ------- | ---- |
| Umaglesi Liga   | FC Dinamo Tiflis | Georgia | 2013 |
| Copa de Georgia | FC Dinamo Tiflis | Georgia | 2013 |
| Umaglesi Liga   | FC Dinamo Tiflis | Georgia | 2016 |
| Copa de Georgia | FC Dinamo Tiflis | Georgia | 2016 |